# Rapperszell
Rapperszell ist ein Ortsteil der Gemeinde Walting im Landkreis Eichstätt im Regierungsbezirk Oberbayern des Freistaates Bayern.

## Lage
Das Kirchdorf liegt in der Südlichen Frankenalb nordöstlich von Eichstätt und nördlich von Walting auf der Jurahochfläche. Von Walting aus führt die Kreisstraße EI 15 nach Rapperszell und weiter zu der von Eichstätt bzw. Pfahldorf herkommenden Kreisstraße EI 21.

## Geschichte

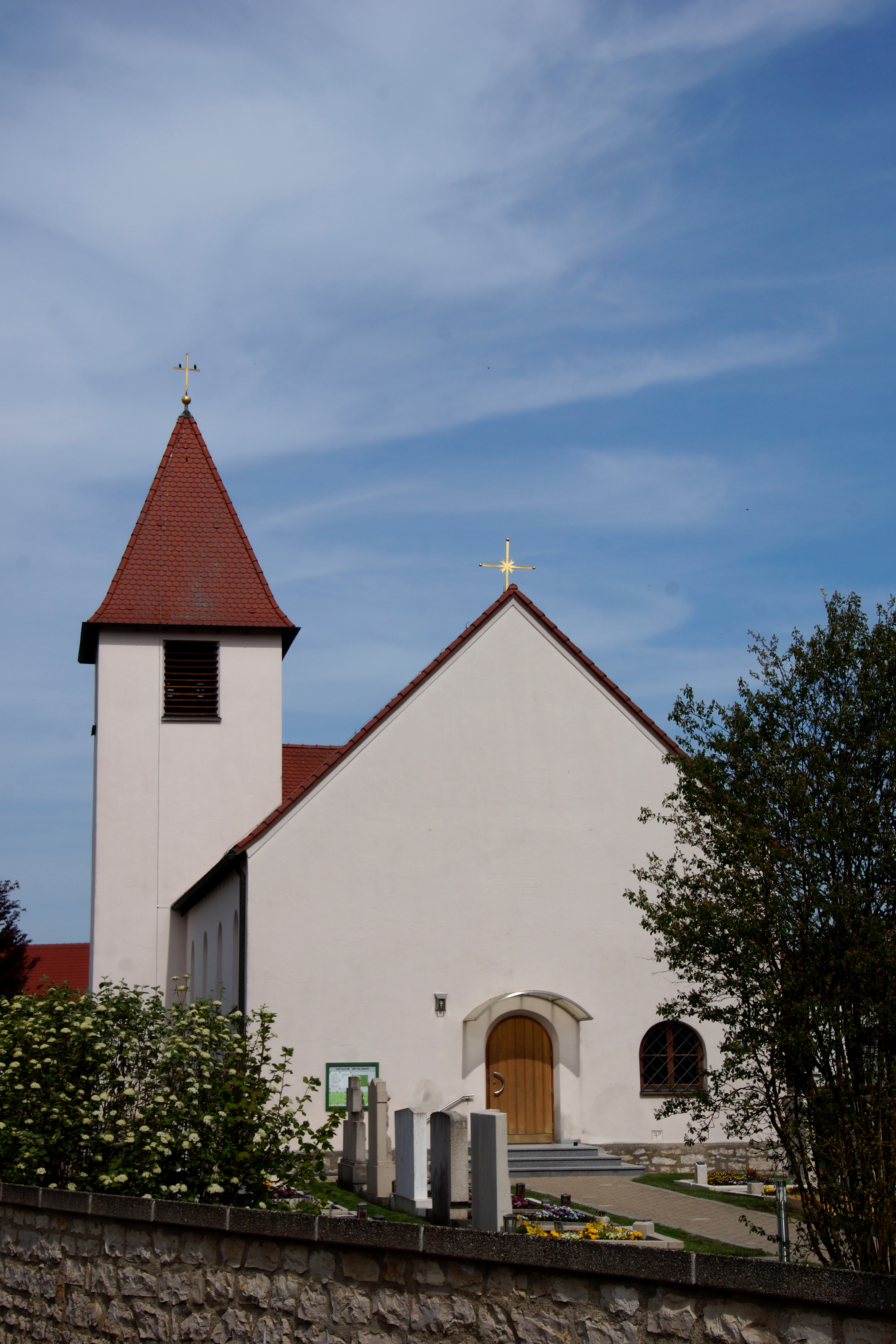
Filialkirche St. Antonius von Padua

Rapperszell wurde, wie der Namensteil -zell andeutet, eine Gründung der Kirche von Eichstätt und gehörte daher von alters her zum Hochstift Eichstätt. Die Ersterwähnung als „Reimpretscelle“ (vom Personennamen Reimprecht) stammt von 1274.  Am Ende des Alten Reiches bestand der Ort aus 16 Anwesen: Dem Eichstätter Domkapitel gehörten 5  Höfe, 1 Lehen, 3 Köblergüter, 3 Seldengüter und 2 Leerhäuser; der Propstei Heilig Kreuz zu Eichstätt und dem Beneficium Ss. Trinitatis zu Eichstätt unterstand je 1 Seldengut, wobei diese beiden Güter ebenfalls dem Domkapitel zinspflichtig waren. Die Vogtei und die Dorf- und Gemeindeherrschaft übte auch das Domkapitel aus, während die Hochgerichtsbarkeit vom fürstbischöflichen Amt der Landvogtei wahrgenommen wurde.
Mit der Säkularisation des Hochstiftes wurde Rapperszell 1802 toskanisch und 1806 königlich-bayerisch. 1808 wurde das Kirchdorf dem Steuerdistrikt Walting zugeordnet. Zu dieser Zeit bestand das Dorf aus 19 Häusern und 13 „Seelen“, 19 Pferden und 18 Ochsen. Im neu errichteten leuchtenbergischen Fürstentum Eichstätt wurde Rapperszell 1818 wieder eine selbständige Gemeinde innerhalb des Landgerichtes und Rentamtes Kipfenberg. 1830 hatte sich Rapperszell auf 20 Anwesen mit 110 Einwohnern vergrößert. 1876 lebten 123 Personen im Dorf; es wurden zu dieser Zeit 109 Rinder, 200 Schafe und 48 Schweine gehalten.
1912 bis 1914 wurde zusammen mit anderen Juragemeinden eine Wasserversorgungsanlage für Rapperszell gebaut.
Infolge der Vertriebenen- und Flüchtlingssituation nach dem Zweiten Weltkrieg war das Dorf 1950 bei weiterhin 20 Anwesen auf 183 Einwohner angewachsen. 1961 war die Einwohnerzahl wieder zurückgegangen, und zwar auf 139 in nunmehr 23 Wohngebäuden. Im Zuge der Gebietsreform in Bayern ließ sich Rapperszell zum 1. Januar 1972 in die Gemeinde Walting eingemeinden. 1983 bestanden im Dorf sechs landwirtschaftliche Vollerwerbs- und 13 Nebenerwerbsbetriebe.

## Katholische Filialkirche St. Antonius
Diese wurde anstelle eines Vorgängerbaues von 1718 in den Jahren 1948 bis 1950 nach Plänen des Münchner Architekten Friedrich Haindl aus Abbruchziegeln Ingolstädter Festungsbauten errichtet. Der barocke Hochaltar wurde aus der Vorgängerkirche übernommen. 2008 kam ein Volksaltar aus Juramarmor, geschaffen von Rupert Fieger, in die Kirche.